# Władimir Korieniew
Władimir Korieniew ros. Владимир Борисович Коренев (ur. 20 czerwca 1940 w Sewastopolu, zm. 2 stycznia 2021 w Moskwie) – radziecki i rosyjski aktor teatralny i filmowy, pedagog.
W Polsce znany z głównej roli w filmie Diabeł morski.
Zmarł na skutek zarażenia koronawirusem. Zmarł w wyniku zakażenia koronawirusem SARS-CoV-2. Pochowany na Cmentarzu Wwiedieńskim w Moskwie.

## Nagrody i odznaczenia
- 1998: Ludowy Artysta Federacji Rosyjskiej